# Саиди-Сиеф, Али
Али Саиди-Сиеф (араб. علي سعيدي سياف‎, род. 15 марта 1978, Константина, Алжир) — алжирский бегун на средние и длинные дистанции, серебряный призёр Олимпийских игр 2000 года.
В 1996 году занял второе место на юниорском панарабском чемпионате на дистанции 1500 метров. В 1998 году стал бронзовым призёром чемпионата Африки на этой же дистанции. Через два года стал чемпионом континента уже на дистанции 5000 метров.
На Олимпиаде в Сиднее стал серебряным призёром на 5000 м, уступив лишь эфиопу Миллиону Волде.
В 2001 году также стал вторым на этой дистанции на чемпионате мира в Эдмонтоне, однако, позднее был лишён медали за применение нандролона и подвергнут двухлетний дисквалификации.
После её отбытия занял 11-е место на Олимпиаде в Афинах и стал пятым на чемпионате мира 2005 года. На Олимпиаде в Пекине в 2008 году выступил неудачно, заняв 12-е место в предварительном забеге на дистанции 5000 метров.
Является рекордсменом Алжира на дистанциях 3000 метров (7.25,02) и 5000 метров (12.50,86).